# 铋化铯
铋化铯是一种无机化合物，化学式为Cs3Bi，它可由铋和铯按化学计量比反应制得。它是立方晶系晶体，具有Cu3Al结构。它的完全弛豫晶格参数（aopt）为6.51 Å，带隙为0.37 eV。